# Susanne Riha
Susanne Riha (* 18. Juni 1954 in Wien) ist eine österreichische Sach- und Kinderbuchautorin und Illustratorin.

## Leben
Susanne Riha wurde 1954 in Wien geboren und wuchs am Stadtrand auf. Schon früh zeigte sich ihre Neigung zum genauen Zeichnen nach der Natur. Sie maturierte und besuchte anschließend " Die Graphische" in Wien. Sie arbeitete anfangs in der Firma ihres ersten Mannes, dem Fotografen und Dokumentarfilmers Georg Riha als Grafikerin. Nach der Trennung von Georg Riha Anfang der achtziger Jahre wandte sie sich ganz der Illustration von Kinderbüchern und hier im Speziellen dem Natursachbuch zu. Sie illustrierte anfangs fremde Texte und ab 1983 vor allem ihre eigenen. Susanne Riha veröffentlichte bisher weit über 50 Natursachbücher. Die Bücher wurden mit in- und ausländischen Preisen ausgezeichnet, viele gibt es auch in anderen Sprachen. Der  erfolgreichste Titel, ein Buch über Winterschlaf- und Winterruhe läuft, wenn auch in erneuertem Erscheinungsbild, seit 40 Jahren.
Susanne Riha lebt in Wien. Sie hat zwei erwachsene Kinder aus erster Ehe und ist seit 2015 mit Oskar Ulreich verheiratet.

## Publikationen (Auswahl)
- Ich freu' mich auf den Winter. Betz, Wien 1980, ISBN 3-7641-0921-1.
- Mein Name ist Mobsdrillo. Kinderbuch ab 8 Jahren, EinHundeBuch, von Susanne Riha selbst illustriert, DachsVerlag, Wien 1997, ISBN 3-85191-116-4.
- Robert. Ein Hund erzählt. Tierbuch, Kinderbuch, Dachs-Verlag, Wien 2002, ISBN 3-85191-275-6.
- Mein schönstes Vogelbuch. Sachbilderbuch, Betz, Berlin 2013, ISBN 978-3-219-11538-3.
- Schätze der Erde. Kinderbuch ab 5 Jahren. Tyrolia, Innsbruck-Wien 2015, ISBN 978-3-7022-3487-4.